# SCG 003
Der SCG 003 ist ein Fahrzeug des Herstellers Scuderia Cameron Glickenhaus, welches vom US-amerikanischen Milliardär James Glickenhaus entworfen wurde. Es existieren die drei Varianten SCG 003C, SCG 003CS und SCG 003S. Bei dem SCG 003C handelt es sich um einen Rennwagen, während der SCG 003CS und der SCG003S für den Straßenverkehr zugelassen werden können.
Der SCG 003C hat von 2015 bis 2019 an dem 24-Stunden-Rennen auf dem Nürburgring und anderen Langstreckenrennen teilgenommen. Er verfügt über einen V6-Motor mit 3,5 Liter Hubraum und ca. 497 PS.

## Bildergalerie

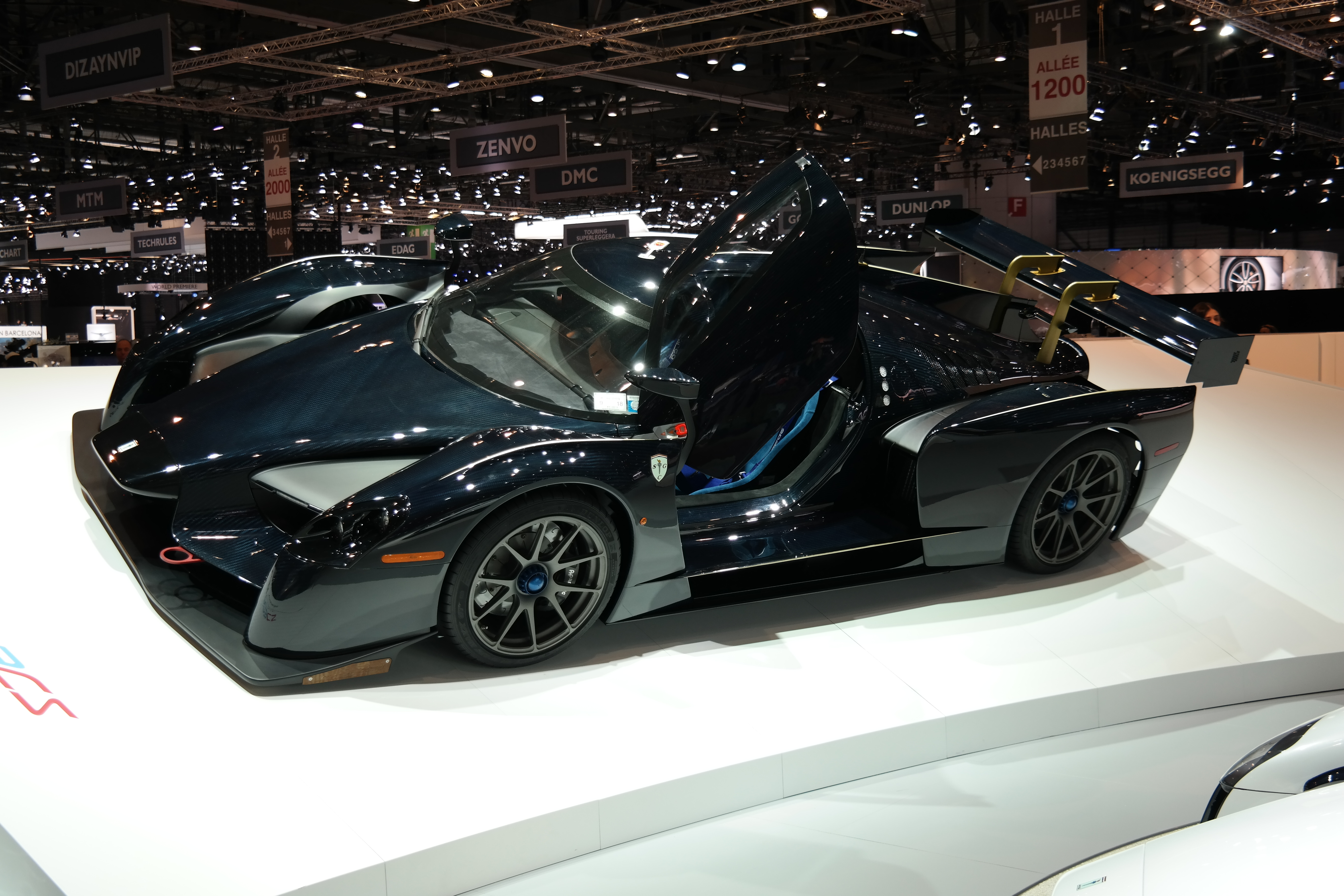
Der SCG 003CS auf dem Genfer Auto-Salon 2017
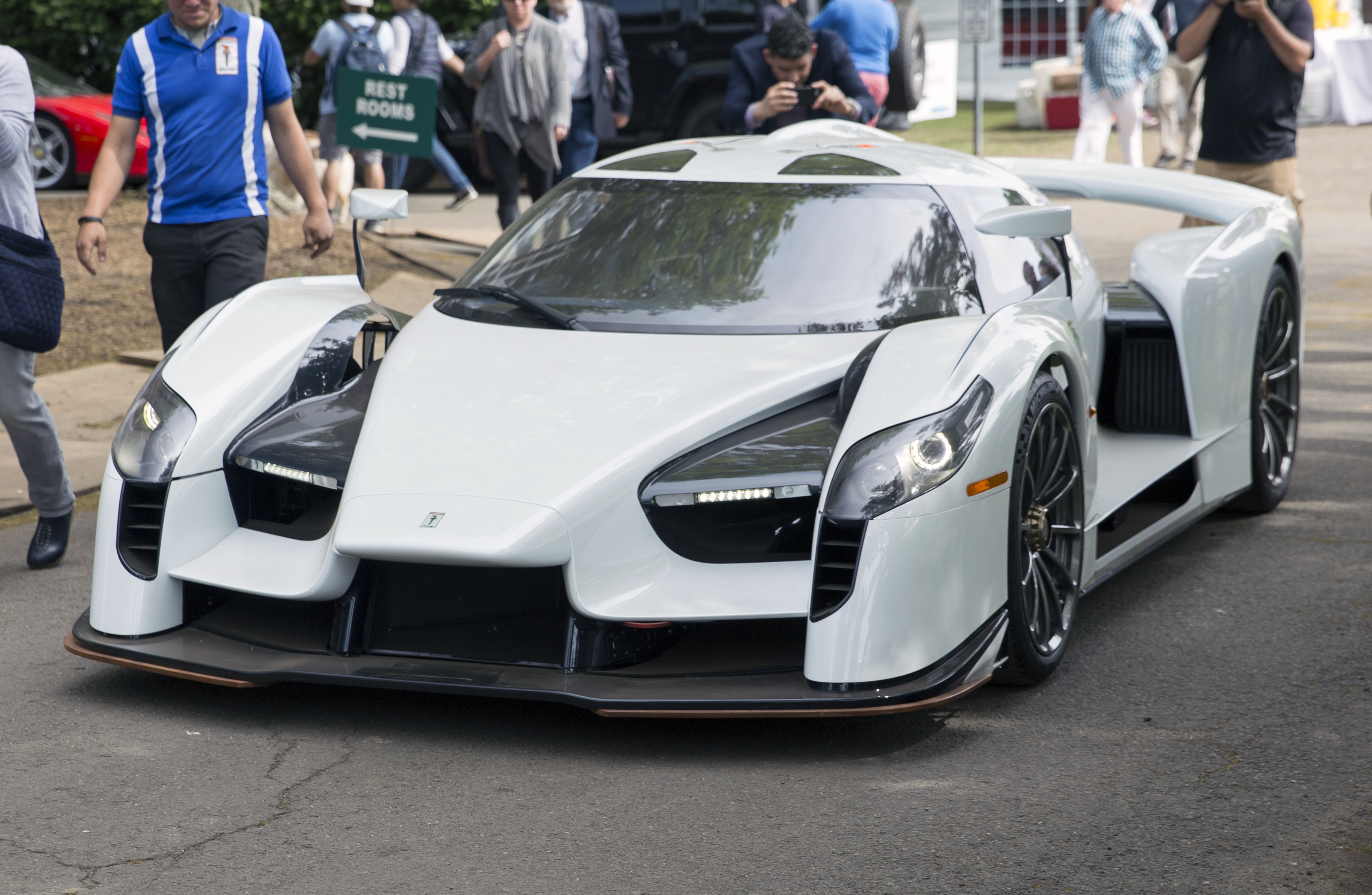
Der SCG 003S